# Stadion Chernomorets
El Stadion Chernomorets (en búlgaro: Стадион „Черноморец“) es un estadio multiusos utilizado principalmente para partidos de fútbol ubicado en la ciudad de Burgas en Bulgaria y que actualmente es la sede del Chernomorets 1919 Burgas.

## Historia
Fue inaugurado en 1954 tras un año de construcción con capacidad para 22000 espectadores y fue sede de los equipos Chernomorets Burgas (1954-2005), Neftochimic Burgas (1996-1997) y Chernomorets 919 (2006) hasta su cierre en 2006 por la falta de mantenimiento.
En 2019 el estadio fue reabierto luego de un año de renovaciones, pero su capacidad por razones de seguridad fue reducida a 1300 espectadores como sede del Chernomorets 1919 Burgas.